# Liste der Bodendenkmale in Brackel
In der Liste der Bodendenkmale in Brackel sind alle Bodendenkmale der niedersächsischen Gemeinde Brackel aufgelistet. Die Quelle ist der Denkmalatlas Niedersachsen. Der Stand der Liste ist der 18. Oktober 2024.

## Allgemein
In den Spalten finden sich folgende Informationen des Bodendenkmales :
- Lage        : geographische Koordinaten
- Bezeichnung : Bezeichnung lt. Denkmalatlas
- Beschreibung: Beschreibung lt. Denkmalatlas
- ID          : Objekt-ID
- Bild        : Bild, ggf. zusätzlich mit Link zu weiteren Fotos im Medienarchiv Wikimedia Commons.

## Brackel
| Lage                        | Bezeichnung           | Beschreibung | ID       | Bild |
| --------------------------- | --------------------- | --- | -------- | ---- |
| 53° 17′ 29″ N, 10° 2′ 56″ O | Brackel 9, Grabhügel  | Flach, gleichmäßig gewölbt, Dm. 12 m, erhaltene Höhe 0,60 m. Nordostseite zur Erdentnahme angegraben. | 28959031 | BW   |
| 53° 17′ 28″ N, 10° 2′ 53″ O | Brackel 11, Grabhügel | Zerwühlt und von Fußweg überquert. Dm. ca. 12 m, erhaltene Höhe 0,70 m. | 28959125 | BW   |
| 53° 17′ 25″ N, 10° 2′ 51″ O | Brackel 12, Grabhügel | Breit gewölbt, Dm. 15 m und erhaltene Höhe 1,20 m. Mehrere alte Eingrabungen stören. Anfang der 1980er angelegter ovaler Schacht mit den Maßen 2,5 × 2 m und 1,5 m Tiefe sind als Reste einer rezenten Raubgrabung zu sehen. | 28959126 | BW   |
| 53° 17′ 12″ N, 10° 1′ 8″ O  | Brackel 26, Grabhügel | Flach, ungleichmäßig, Dm. 9 m und erhaltene Höhe 0,6 m. Durch Grenzgraben der Gemeindegrenze geschnitten, scheint sonst aber unversehrt.                                                                                     | 28959127 | BW   |

## Thieshope
| Lage                        | Bezeichnung                 | Beschreibung | ID       | Bild |
| --------------------------- | --------------------------- | --- | -------- | ---- |
| 53° 18′ 57″ N, 10° 3′ 52″ O | Thieshope 3, Grabhügel      | Kräftig gewölbt. Nordwestl. der Mitte ältere, längliche, flache Eingrabung, vermutlich Schützenloch. Dm. 15 m; H. 1,5 m.                                                                                   | 28959030 | BW   |
| 53° 18′ 57″ N, 10° 3′ 58″ O | Thieshope 4, Grabhügel      | Sanft gewölbt. Alte, größere Eingrabung in der Mitte. Dm. 12 m; H. 0,6 m. | 28959128 | BW   |
| 53° 18′ 57″ N, 10° 3′ 59″ O | Thieshope 5, Grabhügel      | Gleichmäßig sanft gewölbt. Im S-Teil Spuren einer alten Steinentnahme sichtbar. Rechteckige Eingrabung, aus der mindestens 6 Steine mit Dm. bis 35 cm stammen (vermutlich Steinkreis). Dm. 13 m; H. 0,7 m. | 28959129 | BW   |
| 53° 18′ 56″ N, 10° 4′ 3″ O  | Thieshope 6, Grabhügel      | Deutlich abgesetzt, rund, Unregelmäßige Oberfläche, nach S flacher (vermutlich Steinentnahme oder Abgrabungsspuren). Dm. 11 m; H. 0,5 m.                                                                   | 28959131 | BW   |
| 53° 19′ 1″ N, 10° 3′ 57″ O  | Thieshope 7, Grabhügel      | Klein. In alten Ausbruchsgräben faust- bis doppelfaustgroße Rollsteine. Dm. 5 m; H. 0,4 m. | 28959133 | BW   |
| 53° 18′ 54″ N, 10° 3′ 39″ O | Thieshope 10, Grabhügel     | Flach, gleichmäßig gewölbt. Nordwestl. der Mitte quadratische Eingrabung von ca. 2 × 2 m. Dm. 15 m; H. 1,0 m.                                                                                              | 28959132 | BW   |
| 53° 18′ 53″ N, 10° 3′ 40″ O | Thieshope 11, Grabhügel     | Breit. Mitte eingesunken; 2 größere alte Eingrabungen. Dm. 20 m; H. 1,4 m. | 28959135 | BW   |
| 53° 18′ 58″ N, 10° 3′ 46″ O | Thieshope 12, Grabhügel     | Breit, sehr wuchtig. In der Mitte große, alte Eingrabung 3 × 4 m. Dm. 20 m; H. 1,5 m. | 28959136 | BW   |
| 53° 18′ 12″ N, 10° 4′ 13″ O | Thieshope 13, Grabhügel     | Mächtig, breit, sehr große alte Eingrabung in Mitte und in O-Seite. Dm. 25 m; H. 1,8 m. | 28959137 | BW   |
| 53° 18′ 17″ N, 10° 4′ 8″ O  | Thieshope 14, Grabhügel     | Stark beschädigt durch Eingrabungen bzw. beim Aufräumen von Windbruchholz. Dm. 7 m; H. 0,5 m. | 28959134 | BW   |
| 53° 18′ 17″ N, 10° 4′ 11″ O | Thieshope 15, Grabhügel     | Fast rund. Durch Forstarbeiten zerkuhlt. Dm. 12 m; H. bis 0,8 m. | 28959139 | BW   |
| 53° 18′ 18″ N, 10° 4′ 16″ O | Thieshope 16, Grabhügel     | Fast rund. Durch Forstarbeiten angekuhlt. Dm. 13 m; H: bis 0,7 m. | 28959140 | BW   |
| 53° 18′ 8″ N, 10° 4′ 19″ O  | Thieshope 22, Großsteingrab | | 28959130 | BW   |
| 53° 18′ 10″ N, 10° 4′ 22″ O | Thieshope 23, Grabhügel     | Grabhügelrest ca. 1/3 erhalten. Zerfurchte Oberfläche. Ehemaliger Dm. ca. 10 m; H. ca. 0,5 m. | 28959141 | BW   |
| 53° 18′ 22″ N, 10° 4′ 2″ O  | Thieshope 28, Grabhügel     | Breiter Trichter, faustgroße Steine. Dm. 15 m; H. 1 m. | 28959142 | BW   |
| 53° 18′ 18″ N, 10° 4′ 8″ O  | Thieshope 29, Grabhügel     | Unregelmäßig, zerwühlte Oberfläche, Dm. 12 m, erhaltene H. ca. 0,4 m. | 28959143 | BW   |